# 小行星5982
小行星5982（英語：5982 Polykletus）是一颗围绕太阳公转的小行星。1971年5月13日，C. J. 万·豪敦、I. 万·豪敦-格勒内费尔德、T. 赫雷爾斯在帕洛马山发现了此天体。
这颗小行星的绝对星等为293.7203759102662等。